# The IPCRESS File
The IPCRESS File is een Britse speelfilm uit 1965, geregisseerd door Sidney J. Furie. De film is gebaseerd op de roman The IPCRESS File (1962) van Len Deighton.
Michael Caine vertolkt in deze film voor de eerste maal de rol van geheim agent Harry Palmer. Later volgden Funeral in Berlin en Billion Dollar Brain.

## Verhaal
Harry Palmer is een Brits sergeant die gestationeerd is in West-Berlijn. Hij is een ietwat sullige man die niet voorbestemd is voor heldendaden. Wanneer hij wordt betrapt bij handel op de zwarte markt, wordt hij gedwongen gerekruteerd als geheim agent. Hij krijgt de opdracht de verdwijning van een wetenschapper te onderzoeken.

## Rolverdeling
| Acteur         | Personage     |
| -------------- | ------------- |
| Michael Caine  | Harry Palmer  |
| Guy Doleman    | Kolonel Ross  |
| Nigel Green    | Majoor Dalby  |
| Sue Lloyd      | Jean Courtney |
| Gordon Jackson | Carswell      |

## Trivia
De popgroep Madness nam in de stijl van deze film een videoclip op voor de single Michael Caine uit 1984.